# Macouda
Macouda est un village du Sénégal situé en Basse-Casamance. Il fait partie de la communauté rurale de Kataba 1, dans l'arrondissement de Kataba 1, le département de Bignona et la région de Ziguinchor.
Lors du dernier recensement (2002), la localité comptait 744 habitants et 104 ménages.